# Geschützter Landschaftsbestandteil Rumscheider Bach

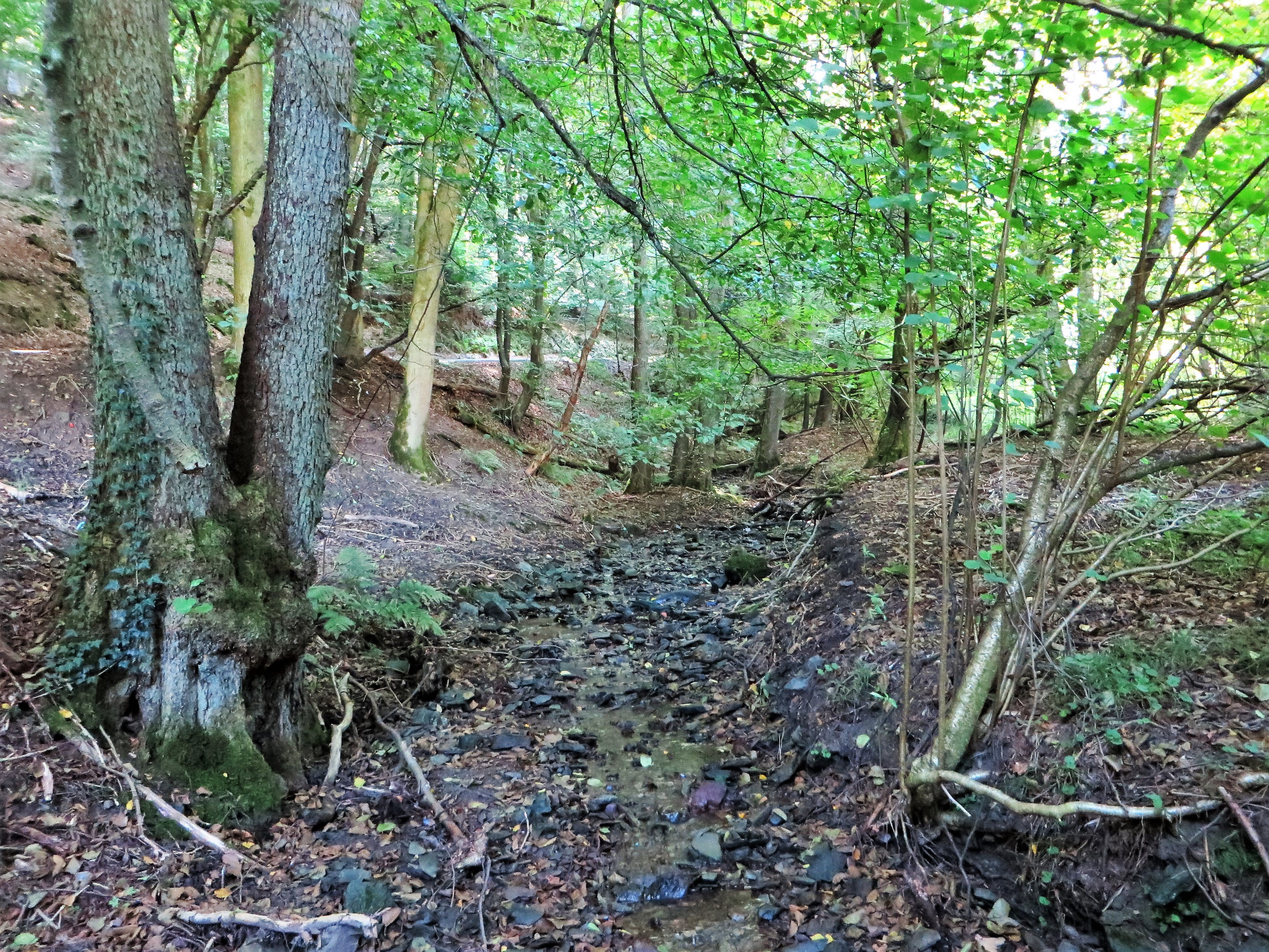
Geschützter Landschaftsbestandteil Rumscheider Bach

Der Geschützte Landschaftsbestandteil Rumscheider Bach mit einer Flächengröße von 1,82 ha liegt auf dem Gebiet der kreisfreien Stadt Hagen in Nordrhein-Westfalen. Der Landschaftsbestandteil wurde 1994 mit dem Landschaftsplan der Stadt Hagen vom Stadtrat von Hagen ausgewiesen.

## Beschreibung
Beschreibung im Landschaftsplan: „Es handelt sich um einen Abschnitt der Talaue des Rumscheider Baches östlich von Dahl mit Bachlauf, Wiesenbrachen und Auwaldfragmenten.“

## Schutzzweck
Laut Landschaftsplan erfolgte die Ausweisung „zur Sicherung der Leistungsfähigkeit des Naturhaushalts durch Erhalt eines Lebensraumes für die Lebensgemeinschaften der Bachläufe, Sumpfzonen, nährstoffarmen Feuchtwiesen und -weiden sowie der Auenwälder und zur Gliederung und Belebung des Landschaftsbildes durch Erhalt der landschaftlichen Vielfalt mit naturnahen Landschaftselementen.“